# اداموا، جیمینا ولاساکوازی
اداموا، جیمینا ولاساکوازی (به لاتین: Adamowo, Gmina Włoszakowice) در لهستان است که در greater poland voivodeship واقع شده‌است.